# Марийская Лиса
 Марийская Лиса  — село в Санчурском муниципальном округе Кировской области.

## География
Расположено на расстоянии примерно 14 км по прямой на север от райцентра поселка Санчурск.

## История
Известна с 1748 года как черемисская деревня Лиса с населением 29 душ мужского пола. В 1873 году в деревне (Лиса Черемисская) дворов 32 и жителей 280, в 1905 (уже село) 72 и 409, в 1926 были учтены село Лиса (Черемисская Лиса) и деревня Старая Лиса (Лиса Черемисская). В селе было дворов 19 и жителей 63 (22 мари), в деревне дворов 84 и жителей 385. В 1950 году в едином селе с уже современным названием было хозяйств 96 и жителей 291, в 1989 265 жителей. С 2006 по 2019 год входило в состав Городищенского сельского поселения.

## Население
Постоянное население составляло 226 человек (русские 42%, мари 56%) в 2002 году, 100 в 2010 (59% мари, 38% русские).